# Arioald
Arioald, död 636, var kung av det langobardiska riket mellan 626 och 636. 